# Zay Jones
Isaiah Avery Jones (Dallas, 30 marzo 1995) è un giocatore di football americano statunitense che milita nel ruolo di wide receiver per gli Arizona Cardinals della National Football League (NFL).

## Carriera universitaria
Jones al college giocò a football alla East Carolina University dal 2013 al 2016, diventando il leader di tutti i tempi della NCAA Division I per ricezioni in carriera, 399, e in una stagione, 158. La sua esperienza nel college football si concluse con 4.279 yard ricevute e 23 touchdown

## Carriera professionistica

### Buffalo Bills
Jones fu scelto dai Buffalo Bills nel corso del secondo giro (37º assoluto) del Draft NFL 2017. Debuttò come professionista partendo come titolare nella gara del primo turno contro i New York Jets ricevendo un passaggio da 21 yard. La sua stagione da rookie con 27 ricezioni per 316 yard e 2 touchdown. L'annata successiva segnò un record in carriera di 7 touchdown.

### Oakland/Las Vegas Raiders
Nel 2019 Jones fu scambiato con i Raiders per una scelta del quinto giro del Draft 2021.

### Jacksonville Jaguars
Il 14 marzo 2022 Jones firmò un contratto triennale del valore di 24 milioni di dollari e un valore massimo di 30 milioni. Nel 15º turno disputò la miglior prova stagionale ricevendo dal quarterback Trevor Lawrence 6 passaggi per 109 yard e 3 touchdown nella vittoria ai tempi supplementari contro i Dallas Cowboys. Nel primo turno di playoff guidò la squadra con 8 ricezioni per 74 yard e un touchdown, con i Jaguars che rimontarono uno svantaggio di 27-0 sui Los Angeles Chargers, andando a vincere per 31-30.

### Arizona Cardinals
Il 13 maggio 2024 Jones firmò un contratto di un anno con gli Arizona Cardinals. Il 23 agosto fu sospeso per cinque partite per avere violato il codice di comportamento della NFL.

## Vita privata
È il figlio di Robert Jones, un linebacker che ha giocato per dieci stagioni nella NFL. È il fratello di Vi Jones, linebacker dei Seattle Seahawks, e del ricevitore Cayleb Jones, ex dei Minnesota Vikings. È anche nipote dell'ex quarterback della NFL Jeff Blake.